# Temporada 2022 de TCR Australia Touring Car Series
La temporada 2021 de TCR Australia Touring Car Series (conocida por motivos de patrocinio como 2021 Supercheap Auto TCR Australia Series) fue una competición de deporte motor en Australia de concepto TCR. Fue la tercera del TCR Australia Touring Car Series.
El campeón fue Tony D'Alberto a bordo de un Honda Civic Type-R TCR (FK7) del Wall Racing.

## Equipos y pilotos
| Equipo                          | Auto                            | N.º | Pilotos             | Rondas |
| ------------------------------- | ------------------------------- | --- | ------------------- | ------ |
| MOUTAI Zip Pay                  | Hyundai i30 N TCR               | 2   | Luke King           | 3–5    |
| Schaeffler GRM                  | Peugeot 308 TCR                 | 8   | Dylan O'Keeffe      | Todas  |
| AWC MPC Racing                  | Audi RS3 LMS TCR (2021)         | 9   | Jay Hanson          | 1–5    |
| AWC MPC Racing                  | Audi RS3 LMS TCR (2017)         | 9   | Jay Hanson          | 3      |
| Ashley Seward Motorsport        | Alfa Romeo Giulietta Veloce TCR | 10  | Michael Caruso      | Todas  |
| HMO Customer Racing             | Hyundai i30 N TCR               | 11  | Nathan Morcom       | Todas  |
| HMO Customer Racing             | Hyundai i30 N TCR               | 30  | Josh Buchan         | 1–6    |
| HMO Customer Racing             | Hyundai i30 N TCR               | 130 | Bailey Sweeney      | Todas  |
| HMO Customer Racing             | Hyundai Elantra N TCR           | 30  | Josh Buchan         | 7      |
| Purple Sector                   | Volkswagen Golf GTI TCR         | 14  | Lachlan Mineeff     | 1–4    |
| Purple Sector                   | Audi RS3 LMS TCR (2017)         | 14  | Lachlan Mineeff     | 5–7    |
| Michael Clemente Motorsport     | Honda Civic Type-R TCR (FK7)    | 15  | Michael Clemente    | 2–6    |
| Michael Clemente Motorsport     | Audi RS3 LMS TCR (2017)         | 15  | Michael Clemente    | 7      |
| Team Valvoline GRM              | Peugeot 308 TCR                 | 18  | Aaron Cameron       | Todas  |
| GRM - Team Clairet Sport        | Peugeot 308 TCR                 | 20  | Teddy Clairet       | 7      |
| Melbourne Performance Centre    | Audi RS3 LMS TCR (2017)         | 22  | Iain McDougall      | 2-4    |
| Melbourne Performance Centre    | Volkswagen Golf GTI TCR         | 44  | Eddie Maguire       | 1      |
| Stan Sport Wall Racing          | Honda Civic Type-R TCR (FK7)    | 24  | Fabian Coulthard    | 1–2, 4 |
| Stan Sport Wall Racing          | Honda Civic Type-R TCR (FK7)    | 24  | Tim Slade           | 3      |
| Swyftx GRM                      | Peugeot 308 TCR                 | 33  | Jordan Cox          | Todas  |
| LMCT+ Racing GRM                | Renault Mégane RS TCR           | 34  | James Moffat        | Todas  |
| Valvoline Racing GRM            | Renault Mégane RS TCR           | 41  | Kody Garland        | Todas  |
| Honda Wall Racing               | Honda Civic Type-R TCR (FK7)    | 50  | Tony D'Alberto      | Todas  |
| Burson Auto Parts Racing        | Peugeot 308 TCR                 | 71  | Ben Bargwanna       | Todas  |
| Braydan Willmington Motorsports | Alfa Romeo Giulietta Veloce TCR | 89  | Braydan Willmington | 1–4    |
| Forza Brakes Motorsport         | Audi RS3 LMS TCR (2017)         | 97  | Liam McAdam         | 1–3    |
| Team Soutar Motorsport          | Honda Civic Type-R TCR (FK7)    | 110 | Zac Soutar          | Todas  |
| Royal Purple Racing             | Hyundai i30 N TCR               | 333 | Brad Shiels         | 1–4    |
| MPC Team LIQUI MOLY             | Audi RS3 LMS TCR (2017)         | 999 | Will Brown          | Todas  |

## Calendario
| Rnd.          | Rnd. | Circuito                                 | Fecha            |
| ------------- | ---- | ---------------------------------------- | ---------------- |
| 1             | 1    | Symmons Plains Raceway, Launceston       | 12 de febrero    |
| 1             | 2    | Symmons Plains Raceway, Launceston       | 13 de febrero    |
| 1             | 3    | Symmons Plains Raceway, Launceston       | 13 de febrero    |
| 2             | 4    | Circuito de Phillip Island, Isla Phillip | 19 de marzo      |
| 2             | 5    | Circuito de Phillip Island, Isla Phillip | 20 de marzo      |
| 2             | 6    | Circuito de Phillip Island, Isla Phillip | 20 de marzo      |
| 3             | 7    | Mount Panorama, Bathurst I               | 16 de abril      |
| 3             | 8    | Mount Panorama, Bathurst I               | 16 de abril      |
| 3             | 9    | Mount Panorama, Bathurst I               | 17 de abril      |
| 4             | 10   | Sydney Motorsport Park, Sídney           | 28 de mayo       |
| 4             | 11   | Sydney Motorsport Park, Sídney           | 29 de mayo       |
| 4             | 12   | Sydney Motorsport Park, Sídney           | 29 de mayo       |
| 5             | 13   | Queensland Raceway, Willowbank           | 6 de agosto      |
| 5             | 14   | Queensland Raceway, Willowbank           | 7 de agosto      |
| 5             | 15   | Queensland Raceway, Willowbank           | 7 de agosto      |
| 6             | 16   | Sandown Raceway, Melbourne               | 17 de septiembre |
| 6             | 17   | Sandown Raceway, Melbourne               | 18 de septiembre |
| 6             | 18   | Sandown Raceway, Melbourne               | 18 de septiembre |
| 7             | 19   | Mount Panorama, Bathurst II              | 12 de noviembre  |
| 7             | 20   | Mount Panorama, Bathurst II              | 13 de noviembre  |
| 7             | 21   | Mount Panorama, Bathurst II              | 13 de noviembre  |
| [ 28 ] [ 29 ] |      |                                          |                  |

## Resultados
| Ronda | Ronda | Ronda          | Pole position  | Vuelta rápida     | Piloto ganador                    | Equipo ganador                   | Resultados |
| ----- | ----- | -------------- | -------------- | ----------------- | --------------------------------- | -------------------------------- | ---------- |
| 1     | 1     | Symmons        | Nathan Morcom  | Jay Hanson        | Jay Hanson                        | Melbourne Performance Centre     | Resultados |
| 1     | 2     | Symmons        |                | Josh Buchan       | Jordan Cox                        | Garry Rogers Motorsport          | Resultados |
| 1     | 3     | Symmons        | Josh Buchan    | Zac Soutar        | Team Soutar Motorsport            |                                  | Resultados |
| 2     | 4     | Phillip Island | Jay Hanson     | Jay Hanson        | Jay Hanson                        | Melbourne Performance Centre     | Resultados |
| 2     | 5     | Phillip Island |                | Will Brown        | Fabian Coulthard                  | Wall Racing                      | Resultados |
| 2     | 6     | Phillip Island | Will Brown     | Fabian Coulthard  | Wall Racing                       |                                  | Resultados |
| 3     | 7     | Bathurst I     | Aaron Cameron  | Aaron Cameron     | Aaron Cameron                     | Peugeot Sport GRM Team Valvoline | Resultados |
| 3     | 8     | Bathurst I     |                | Bailey Sweeney    | Bailey Sweeney                    | HMO Customer Racing              | Resultados |
| 3     | 9     | Bathurst I     | Bailey Sweeney | Aaron Cameron     | Peugeot Sport GRM Team Valvoline  |                                  | Resultados |
| 4     | 10    | Sydney         | Josh Buchan    | Will Brown        | Josh Buchan                       | HMO Customer Racing              | Resultados |
| 4     | 11    | Sydney         |                | Jay Hanson        | Jay Hanson                        | Melbourne Performance Centre     | Resultados |
| 4     | 12    | Sydney         | Josh Buchan    | Nathan Morcom     | HMO Customer Racing               |                                  | Resultados |
| 5     | 13    | Queensland     | Tony D'Alberto | Jay Hanson        | Tony D'Alberto                    | Honda Wall Racing                | Resultados |
| 5     | 14    | Queensland     |                | Jay Hanson        | Jay Hanson                        | Melbourne Performance Centre     | Resultados |
| 5     | 15    | Queensland     | Jay Hanson     | Tony D'Alberto    | Wall Racing                       |                                  | Resultados |
| 6     | 16    | Sandown        | Jay Hanson     | Jay Hanson        | Aaron Cameron                     | Peugeot Sport GRM Team Valvoline | Resultados |
| 6     | 17    | Sandown        |                | Jay Hanson        | Ben Bargwanna                     | Burson Auto Parts Racing         | Resultados |
| 6     | 18    | Sandown        | Michael Caruso | Will Brown        | MPC - Audi Liqui Moly Racing Team |                                  | Resultados |
| 7     | 19    | Bathurst II    | Jay Hanson     | Jay Hanson        | Bailey Sweeney                    | HMO Customer Racing              | Resultados |
| 7     | 20    | Bathurst II    |                | Carrera cancelada | Carrera cancelada                 | Carrera cancelada                | Resultados |
| 7     | 21    | Bathurst II    | Bailey Sweeney | Will Brown        | MPC - Audi Liqui Moly Racing Team |                                  | Resultados |

## Puntuaciones
Ronda 1 a 6
| Pos.          | 1.º           | 2.º           | 3.º           | 4.º           | 5.º           | 6.º           | 7.º           | 8.º           | 9.º           | 10.º          | 11.º          | 12.º          | 13.º          | 14.º          | 15.º          | 16.º          | 17.º          | 18.º          | 19.º          | 20.º          | 21.º          | 22.º          | 23.º          | 24.º          | 25.º          | 26.º          | 27.º          | 28.º          | 29.º          | 30.º          | 31.º          | 32.º          | 33.º          | 34.º          | 35.º          | 36.º          | 37.º          | 38.º          | 39.º          | 40.º          |
| Clasificación | Clasificación | Clasificación | Clasificación | Clasificación | Clasificación | Clasificación | Clasificación | Clasificación | Clasificación | Clasificación | Clasificación | Clasificación | Clasificación | Clasificación | Clasificación | Clasificación | Clasificación | Clasificación | Clasificación | Clasificación | Clasificación | Clasificación | Clasificación | Clasificación | Clasificación | Clasificación | Clasificación | Clasificación | Clasificación | Clasificación | Clasificación | Clasificación | Clasificación | Clasificación | Clasificación | Clasificación | Clasificación | Clasificación | Clasificación | Clasificación |
| ------------- | ------------- | ------------- | ------------- | ------------- | ------------- | ------------- | ------------- | ------------- | ------------- | ------------- | ------------- | ------------- | ------------- | ------------- | ------------- | ------------- | ------------- | ------------- | ------------- | ------------- | ------------- | ------------- | ------------- | ------------- | ------------- | ------------- | ------------- | ------------- | ------------- | ------------- | ------------- | ------------- | ------------- | ------------- | ------------- | ------------- | ------------- | ------------- | ------------- | ------------- |
| Pts.          | 2             |               |               |               |               |               |               |               |               |               |               |               |               |               |               |               |               |               |               |               |               |               |               |               |               |               |               |               |               |               |               |               |               |               |               |               |               |               |               |               |
| Carrera 1 y 3 |               |               |               |               |               |               |               |               |               |               |               |               |               |               |               |               |               |               |               |               |               |               |               |               |               |               |               |               |               |               |               |               |               |               |               |               |               |               |               |               |
| Pts.          | 50            | 46            | 44            | 42            | 40            | 38            | 36            | 34            | 32            | 30            | 28            | 26            | 25            | 24            | 23            | 22            | 21            | 20            | 19            | 18            | 17            | 16            | 15            | 14            | 13            | 12            | 11            | 10            | 9             | 8             | 7             | 6             | 5             | 4             | 3             | 2             | 2             | 2             | 2             | 2             |
| Carrera 2     |               |               |               |               |               |               |               |               |               |               |               |               |               |               |               |               |               |               |               |               |               |               |               |               |               |               |               |               |               |               |               |               |               |               |               |               |               |               |               |               |
| Pts.          | 40            | 36            | 34            | 32            | 30            | 28            | 26            | 24            | 22            | 20            | 18            | 16            | 15            | 14            | 13            | 12            | 11            | 10            | 9             | 8             | 7             | 6             | 5             | 4             | 3             | 2             | 1             | 1             | 1             | 1             | 1             | 1             | 1             | 1             | 1             | 1             | 1             | 1             | 1             | 1             |

Ronda 7
| Pos.          | 1.º           | 2.º           | 3.º           | 4.º           | 5.º           | 6.º           | 7.º           | 8.º           | 9.º           | 10.º          | 11.º          | 12.º          | 13.º          | 14.º          | 15.º          | 16.º          | 17.º          | 18.º          | 19.º          | 20.º          | 21.º          | 22.º          | 23.º          | 24.º          | 25.º          | 26.º          | 27.º          | 28.º          | 29.º          | 30.º          | 31.º          | 32.º          | 33.º          | 34.º          | 35.º          | 36.º          | 37.º          | 38.º          | 39.º          | 40.º          |
| Clasificación | Clasificación | Clasificación | Clasificación | Clasificación | Clasificación | Clasificación | Clasificación | Clasificación | Clasificación | Clasificación | Clasificación | Clasificación | Clasificación | Clasificación | Clasificación | Clasificación | Clasificación | Clasificación | Clasificación | Clasificación | Clasificación | Clasificación | Clasificación | Clasificación | Clasificación | Clasificación | Clasificación | Clasificación | Clasificación | Clasificación | Clasificación | Clasificación | Clasificación | Clasificación | Clasificación | Clasificación | Clasificación | Clasificación | Clasificación | Clasificación |
| ------------- | ------------- | ------------- | ------------- | ------------- | ------------- | ------------- | ------------- | ------------- | ------------- | ------------- | ------------- | ------------- | ------------- | ------------- | ------------- | ------------- | ------------- | ------------- | ------------- | ------------- | ------------- | ------------- | ------------- | ------------- | ------------- | ------------- | ------------- | ------------- | ------------- | ------------- | ------------- | ------------- | ------------- | ------------- | ------------- | ------------- | ------------- | ------------- | ------------- | ------------- |
| Pts.          | 2             |               |               |               |               |               |               |               |               |               |               |               |               |               |               |               |               |               |               |               |               |               |               |               |               |               |               |               |               |               |               |               |               |               |               |               |               |               |               |               |
| Carrera 1 y 3 |               |               |               |               |               |               |               |               |               |               |               |               |               |               |               |               |               |               |               |               |               |               |               |               |               |               |               |               |               |               |               |               |               |               |               |               |               |               |               |               |
| Pts.          | 75            | 69            | 63            | 57            | 54            | 46            | 44            | 40            | 37            | 35            | 28            | 26            | 24            | 23            | 22            | 21            | 20            | 19            | 18            | 17            | 17            | 17            | 17            | 17            | 17            | 17            | 17            | 17            | 17            | 17            | 17            | 17            | 17            | 17            | 17            | 17            | 17            | 17            | 17            | 17            |
| Carrera 2     |               |               |               |               |               |               |               |               |               |               |               |               |               |               |               |               |               |               |               |               |               |               |               |               |               |               |               |               |               |               |               |               |               |               |               |               |               |               |               |               |
| Pts.          | 60            | 54            | 48            | 42            | 39            | 36            | 33            | 30            | 27            | 24            | 21            | 20            | 19            | 18            | 17            | 16            | 15            | 14            | 12            | 10            | 10            | 10            | 10            | 10            | 10            | 10            | 10            | 10            | 10            | 10            | 10            | 10            | 10            | 10            | 10            | 10            | 10            | 10            | 10            | 10            |

## Clasificaciones

### Campeonato de Pilotos
| Pos. | Piloto              | SYM | SYM | SYM | PHI | PHI | PHI | BAT I | BAT I | BAT I | SMP | SMP | SMP | QLD | QLD | QLD | SAN | SAN | SAN | BAT II | BAT II | BAT II | Pts. |
| ---- | ------------------- | --- | --- | --- | --- | --- | --- | ----- | ----- | ----- | --- | --- | --- | --- | --- | --- | --- | --- | --- | ------ | ------ | ------ | ---- |
| 1    | Tony D'Alberto      | 8   | 3   | 2   | 7   | 3   | 5   | 7     | 6     | 9     | 8   | 4   | 14  | 1   | 5   | 1   | 4   | 4   | 10  | 11     | C      | 11     | 711  |
| 2    | Will Brown          | 7   | 4   | 13  | 18  | 7   | 2   | 4     | 10    | 7     | Ret | 10  | 6   | 8   | 2   | 4   | 2   | 3   | 2   | 6      | C      | 1      | 702  |
| 3    | Josh Buchan         | 2   | 5   | 4   | Ret | 19  | 14  | 8     | 3     | 4     | 1   | 11  | 2   | 14  | 9   | 8   | 5   | 8   | 4   | 9      | C      | 3      | 667  |
| 4    | Jordan Cox          | 16  | 1   | 3   | 2   | 4   | 6   | Ret   | 11    | 10    | 3   | 5   | 3   | 6   | 4   | 6   | 7   | 2   | 3   | 14     | C      | 14     | 647  |
| 5    | Bailey Sweeny       | 15  | 2   | Ret | 11  | 16  | 9   | 9     | 1     | 2     | 11  | 18  | 18  | 4   | 11  | 5   | 8   | 16  | 6   | 1      | C      | 2      | 610  |
| 6    | Zac Soutar          | 6   | 6   | 1   | 5   | 17  | 8   | 13    | 13    | 13    | 5   | 9   | 12  | 2   | 6   | 2   | 3   | 5   | 16  | Ret    | C      | 15     | 588  |
| 7    | Nathan Morcom       | 3   | 13  | 6   | 19  | 9   | 11  | 12    | 20    | 15    | 6   | 3   | 1   | Ret | 10  | 10  | 12  | 11  | 11  | 3      | C      | 6      | 582  |
| 8    | Aaron Cameron       | 5   | Ret | 9   | 6   | Ret | 10  | 1     | 9     | 1     | 2   | 13  | 11  | 13  | 16  | 15  | 1   | Ret | DNS | 4      | C      | 4      | 579  |
| 9    | Dylan O'Keeffe      | 9   | 7   | Ret | 3   | 5   | 4   | 3     | 5     | 3     | 4   | 7   | 5   | 11  | Ret | 11  | Ret | 7   | 7   | 2      | C      | 16     | 577  |
| 10   | Jay Hanson          | 1   | Ret | 7   | 1   | 6   | 18  | 14    | 15    | 14    | 10  | 1   | 7   | 3   | 1   | 3   | Ret | 15  | 9   | Ret    | C      | DNS    | 535  |
| 11   | Ben Bargwanna       | 13  | 10  | Ret | 10  | 2   | 3   | 2     | 7     | 6     | 19  | 19  | 8   | Ret | 12  | 12  | 10  | 1   | 5   | 5      | C      | Ret    | 535  |
| 12   | Michael Caruso      | 12  | 9   | 8   | 17  | 8   | 7   | 10    | 4     | 11    | 20  | 14  | 20  | 10  | Ret | DNS | 6   | 10  | 1   | 10     | C      | 9      | 520  |
| 13   | Lachlan Mineeff     | 17  | Ret | 12  | 8   | 12  | 15  | 18    | 17    | 20    | 13  | 15  | 17  | 9   | 13  | Ret | 11  | 13  | 15  | 7      | C      | 5      | 442  |
| 14   | James Moffat        | 4   | Ret | DNS | 12  | 18  | 13  | 5     | 2     | 5     | 14  | 8   | Ret | Ret | 7   | 16  | 9   | Ret | 9   | 16     | C      | Ret    | 402  |
| 15   | Michael Clemente    |     |     |     | 9   | Ret | DNS | 15    | 14    | 12    | 12  | 12  | 10  | 7   | 8   | 9   | 15  | 6   | 14  | 13     | C      | 10     | 384  |
| 16   | Iain McDougall      |     |     |     | 13  | 11  | 16  | 20    | 19    | 18    | 12  | Ret | 15  | 12  | 15  | 13  | 14  | 9   | 13  | 15     | C      | 12     | 344  |
| 17   | Luke King           |     |     |     |     |     |     | 16    | 12    | 19    | 7   | 2   | 4   | 5   | 3   | 7   | Ret | 12  | Ret | 17     | C      | 8      | 343  |
| 18   | Brad Shiels         | 10  | 8   | 5   | 14  | 10  | 12  | 11    | 8     | 8     | 9   | 6   | 19  |     |     |     |     |     |     |        |        |        | 317  |
| 19   | Kody Garland        | DNS | DNS | DNS | 16  | 14  | Ret | 17    | 16    | 21    | 18  | Ret | 9   | Ret | 14  | 14  | 13  | 14  | 12  | 12     | C      | 13     | 294  |
| 20   | Fabian Coulthard    | 11  | 14  | 14  | 4   | 1   | 1   |       |       |       | 17  | 17  | 13  |     |     |     |     |     |     |        |        |        | 255  |
| 21   | Braydan Willmington | 18  | 11  | 11  | 15  | 13  | 19  | 19    | 18    | 16    | 15  | 16  | 16  |     |     |     |     |     |     |        |        |        | 234  |
| 22   | Liam McAdam         | 14  | 15  | 10  | Ret | 15  | 17  |       |       |       |     |     |     |     |     |     |     |     |     |        |        |        | 103  |
| 23   | Teddy Clairet       |     |     |     |     |     |     |       |       |       |     |     |     |     |     |     |     |     |     | 8      | C      | 7      | 84   |
| 24   | Tim Slade           |     |     |     |     |     |     | 6     | Ret   | 17    |     |     |     |     |     |     |     |     |     |        |        |        | 59   |
| 25   | Eddie Maguire       | 19  | 12  | 15  |     |     |     |       |       |       |     |     |     |     |     |     |     |     |     |        |        |        | 58   |
| Pos. | Piloto              | SYM | SYM | SYM | PHI | PHI | PHI | BAT I | BAT I | BAT I | SMP | SMP | SMP | QLD | QLD | QLD | SAN | SAN | SAN | BAT II | BAT II | BAT II | Pts. |

| Color     | Resultado                                                               |
| --------- | ----------------------------------------------------------------------- |
| Oro       | Ganador                                                                 |
| Plata     | 2.ª plaza                                                               |
| Bronce    | 3.ª plaza                                                               |
| Verde     | Finalizó en los puntos                                                  |
| Azul      | Finalizó sin puntos                                                     |
| Azul      | NC - No clasificado                                                     |
| Violeta   | Ret - No terminó (Carrera)                                              |
| Rojo      | DNQ - No se clasificó                                                   |
| Negro     | DSQ - Descalificado                                                     |
| Blanco    | DNS - No empezó (carrera)                                               |
| Blanco    | WD - Retirado (fin de semana)                                           |
| Blanco    | C - Carrera cancelada                                                   |
| Sin color | DNP - Inscrito pero no participó                                        |
| Sin color | INJ - Lesionado                                                         |
| Sin color | EX - Excluido                                                           |
| Estado    | Resultado                                                               |
| Negrita   | Pole position                                                           |
| Cursiva   | Vuelta rápida                                                           |
| †         | Abandona, pero clasifica al completar el porcentaje requerido para ello |